# Manuel de Mendívil
Manuel de Mendívil y Elío (siglo XIX-1942) fue un escritor y marino español.

## Biografía

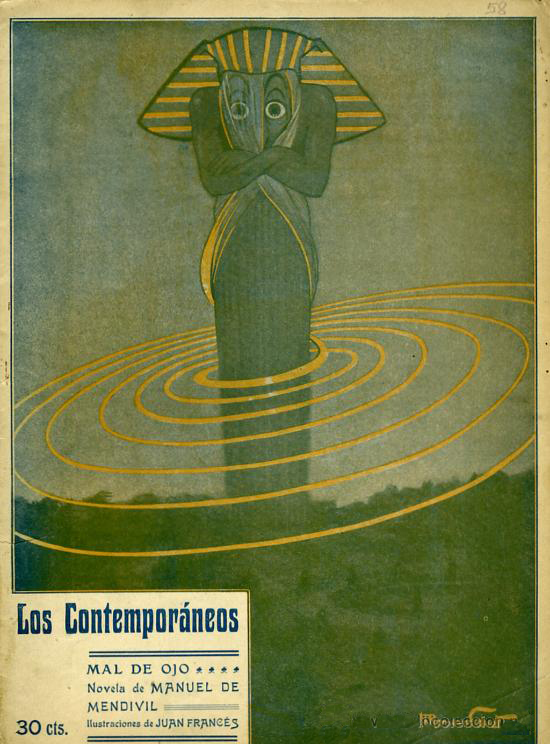
Mal de ojo (nº 8 de Los Contemporáneos, 4 de febrero de 1910).

Mendívil, que fue escritor y marino, colaboró en la revista Mundo Naval (1897-1899). También fue director de la revista Alrededor del Mundo y de la colección literaria Los Contemporáneos.
Entre sus obras se encontraron títulos como Sombras (viajes novelescos) (1910), Países de niebla (viajes novelescos) (1911), El ocaso de los reyes (1911), Amor, eterno amor (1912), Historia de muchas vidas (1913), Viaje sentimental (1918) y Méndez Núñez, el héroe del Callao (1930) —una biografía del también marino Casto Méndez Núñez—, entre otros.
Durante la guerra civil fue nombrado gobernador de la Guinea Española por el bando sublevado, tras finalizar los combates en la colonia en octubre de 1936. Falleció en la ciudad guipuzcoana de San Sebastián el 5 de abril de 1942. Estuvo casado con Rosario Martínez de Irujo y Caro del Alcázar y Szechenyi, que le sobrevivió.